# Chelonus swellinervis
Chelonus swellinervis är en stekelart som först beskrevs av Chen och Ji 2003.  Chelonus swellinervis ingår i släktet Chelonus och familjen bracksteklar. Inga underarter finns listade i Catalogue of Life.